# زینگرون
زینگرون (به انگلیسی: Zingerone) با فرمول شیمیایی C۱۱H۱۴O۳ یک ترکیب شیمیایی با شناسه پاب‌کم ۳۱۲۱۱ است. که جرم مولی آن ۱۹۴٫۲۲ g/mol می‌باشد. 